# Inellisse di Steiner

L'inellisse di Steiner tangente al triangolo nei punti medi dei lati.

In geometria l'inellisse di Steiner, che prende il nome dal matematico svizzero Jakob Steiner, è l'inconica tangente ai tre lati di un triangolo in corrispondenza dei punti medi dei tre lati. Dan Kalman nel 2008 ha dimostrato che per ogni triangolo esiste una e una sola inellisse di Steiner.
Definiti a, b, c i tre lati del triangolo, l'ellisse è caratterizzata dai parametri U:V:W=a:b:c.
Il centro dell'inellisse è il baricentro del triangolo e corrisponde anche con il suo punto di Brianchon.
L'inellisse di Steiner è quella di massima superficie inscrivibile in un triangolo ed essa è pari a {\displaystyle {\tfrac {{A}\pi }{3{\sqrt {3}}}}} dove A è l'area del triangolo di riferimento.
Infine l'inellisse di Steiner corrisponde alla circumellisse del triangolo mediale.